# زیردریایی سایری (اس۵۲۷)
زیردریایی سایری (اس۵۲۷) (به انگلیسی: Italian submarine Scirè (S527)) یک زیردریایی است که طول آن ۵۷٫۲ متر (۱۸۸ فوت) می‌باشد. این زیردریایی در سال ۲۰۰۴ ساخته شد.